# Xã Boone, Quận Boone, Illinois
Xã Boone (tiếng Anh: Boone Township) là một xã thuộc quận Boone, tiểu bang Illinois, Hoa Kỳ. Năm 2010, dân số của xã này là 1.968 người.